# 허준 (1970년)
허준 (許浚, 1970년 5월 29일 ~ )은 전 KBO 리그 빙그레 이글스, 한화 이글스, KIA 타이거즈의 내야수이며 입단 첫 해 개막 후 3개월 동안 타격 10걸에 이름을 올릴 정도로 맹활약을 펼쳤으나  수비로 인정받는 선수였다.
그러나, 1999년까지 통산 8홈런에 그쳤음에도 2000년에만 홈런 6개를 몰아쳤으며 2003년 7월 23일 KIA로 현금 트레이드된 뒤 2004년을 끝으로 은퇴했다.

## 출신학교
- 공주고등학교
- 경성대학교

1. ↑  이재국 (2008년 12월 25일). “[피플 인 메모리] 프로야구 명수비수서 중소기업 사장님으로 허준”. 동아일보. 2023년 5월 6일에 확인함.
2. ↑  이재국 (2008년 12월 25일). “[피플 인 메모리] 프로야구 명수비수서 중소기업 사장님으로 허준”. 동아일보. 2023년 5월 6일에 확인함.
3. ↑  “타이거즈 소식”. 무등일보. 2003년 7월 24일. 2023년 5월 6일에 확인함.